# Xã Olio, Quận Woodford, Illinois
Xã Olio (tiếng Anh: Olio Township) là một xã thuộc quận Woodford, tiểu bang Illinois, Hoa Kỳ. Năm 2010, dân số của xã này là 4.931 người.